# Choi Moon-sik
Choi Moon-sik (en hangul, 최문식; en hanja, 崔 文植; nacido el 6 de enero de 1971 en Seúl) es un exfutbolista y actual entrenador surcoreano. Jugaba de centrocampista y su último club fue el Bucheon SK de Corea del Sur. Actualmente no dirige a ningún equipo.
Choi desarrolló su carrera entre clubes de su nación local y de Japón, entre los que se encuentran Pohang Steelers, Chunnam Dragons, Oita Trinita, Suwon Samsung Bluewings y Bucheon SK. Además, fue internacional absoluto por la Selección de fútbol de Corea del Sur y disputó los Juegos Olímpicos de Verano 1992 y la Copa Mundial de la FIFA 1994.

## Trayectoria

### Clubes como futbolista
| Club                                         | País          | Año         |
| -------------------------------------------- | ------------- | ----------- |
| POSCO Atoms / Pohang Atoms / Pohang Steelers | Corea del Sur | 1989 - 1998 |
| Sangmu (servicio militar)                    | Corea del Sur | 1996 - 1997 |
| Chunnam Dragons                              | Corea del Sur | 1999 - 2000 |
| Oita Trinita                                 | Japón         | 2001        |
| Suwon Samsung Bluewings                      | Corea del Sur | 2001        |
| Bucheon SK                                   | Corea del Sur | 2002        |

### Selección nacional como futbolista
| Selección | País          | Año         |
| --------- | ------------- | ----------- |
| Absoluta  | Corea del Sur | 1992 - 1999 |

### Clubes como entrenador
| Club                                 | País          | Año         |
| ------------------------------------ | ------------- | ----------- |
| Escuela Secundaria Pohang Jecheol    | Corea del Sur | 2007 - 2008 |
| Pohang Steelers Reserves (asistente) | Corea del Sur | 2009 - 2010 |
| Chunnam Dragons (asistente)          | Corea del Sur | 2011        |
| Daejeon Citizen                      | Corea del Sur | 2015 - 2016 |
| Yanbian Funde (asistente)            | China         | 2017        |

### Selección nacional como entrenador
| Selección          | País          | Año         |
| ------------------ | ------------- | ----------- |
| Sub-17             | Corea del Sur | 2012        |
| Sub-20 (asistente) | Corea del Sur | 2012 - 2013 |
| Sub-23 (asistente) | Corea del Sur | 2013 - 2015 |
| Sub-23 (interino)  | Corea del Sur | 2015        |
| Sub-23 (asistente) | Corea del Sur | 2015        |

## Estadísticas

### Como futbolista

#### Clubes
| Rendimiento de club | Rendimiento de club     | Rendimiento de club | Liga  | Liga  |
| Año                 | Club                    | Liga                | Part. | Goles |
| Corea del Sur       | Corea del Sur           | Corea del Sur       | Liga  | Liga  |
| ------------------- | ----------------------- | ------------------- | ----- | ----- |
| 1989                | POSCO Atoms             | K-League            | 17    | 6     |
| 1990                | POSCO Atoms             | K-League            | 20    | 2     |
| 1991                | POSCO Atoms             | K-League            | 18    | 1     |
| 1992                | POSCO Atoms             | K-League            | 31    | 6     |
| 1993                | POSCO Atoms             | K-League            | 13    | 5     |
| 1994                | POSCO Atoms             | K-League            | 19    | 6     |
| 1995                | Pohang Atoms            | K-League            | 6     | 1     |
| 1996                | Sangmu                  |                     |       |       |
| 1997                | Sangmu                  |                     |       |       |
| 1998                | Pohang Steelers         | K-League            | 36    | 6     |
| 1999                | Chunnam Dragons         | K-League            | 33    | 7     |
| 2000                | Chunnam Dragons         | K-League            | 32    | 4     |
| Japón               | Japón                   | Japón               | Liga  | Liga  |
| 2001                | Oita Trinita            | J2 League           | 9     | 2     |
| Corea del Sur       | Corea del Sur           | Corea del Sur       | Liga  | Liga  |
| 2001                | Suwon Samsung Bluewings | K-League            | 12    | 0     |
| 2002                | Bucheon SK              | K-League            | 28    | 3     |
| País                | Corea del Sur           | Corea del Sur       | 265   | 47    |
| País                | Japón                   | Japón               | 9     | 2     |
| Total               | Total                   | Total               | 274   | 49    |

#### Selección nacional
Fuente:
| Selección de Corea del Sur | Selección de Corea del Sur | Selección de Corea del Sur |
| Año                        | Part.                      | Goles                      |
| -------------------------- | -------------------------- | -------------------------- |
| 1993                       | 17                         | 4                          |
| 1994                       | 3                          | 0                          |
| 1995                       | 0                          | 0                          |
| 1996                       | 4                          | 1                          |
| 1997                       | 14                         | 4                          |
| Total                      | 38                         | 9                          |

##### Goles internacionales
| No | Fecha                    | Sede                        | Oponente  | Gol   | Resultado | Competición                                          |
| -- | ------------------------ | --------------------------- | --------- | ----- | --------- | ---------------------------------------------------- |
| 1. | 13 de mayo de 1993       | Beirut, Líbano              | India     | 1 gol | 3–0       | Eliminatorias para la Copa Mundial de Fútbol de 1994 |
| 2. | 15 de mayo de 1993       | Beirut, Líbano              | Hong Kong | 1 gol | 3–0       | Eliminatorias para la Copa Mundial de Fútbol de 1994 |
| 3. | 5 de junio de 1993       | Seúl, Corea del Sur         | Hong Kong | 1 gol | 4–1       | Eliminatorias para la Copa Mundial de Fútbol de 1994 |
| 4. | 27 de septiembre de 1993 | Seúl, Corea del Sur         | Australia | 1 gol | 1–0       | Partido amistoso                                     |
| 5. | 5 de agosto de 1996      | Ciudad Ho Chi Minh, Vietnam | Guam      | 1 gol | 9–0       | Eliminatorias para la Copa Asiática 1996             |
| 6. | 22 de febrero de 1997    | Hong Kong                   | Hong Kong | 1 gol | 2–0       | Eliminatorias para la Copa Mundial de Fútbol de 1998 |
| 7. | 2 de marzo de 1997       | Bangkok, Tailandia          | Tailandia | 1 gol | 3–1       | Eliminatorias para la Copa Mundial de Fútbol de 1998 |
| 8. | 12 de junio de 1997      | Seúl, Corea del Sur         | Egipto    | 1 gol | 3–1       | Copa de Corea 1997                                   |
| 9. | 14 de junio de 1997      | Suwon, Corea del Sur        | Ghana     | 1 gol | 3–0       | Copa de Corea 1997                                   |

##### Participaciones en fases finales
| Torneo                         | Sede           | Resultado     | Partidos | Goles |
| ------------------------------ | -------------- | ------------- | -------- | ----- |
| Copa Mundial de Fútbol de 1994 | Estados Unidos | Primera fase  | 0        | 0     |
| Juegos Asiáticos de 1994       | Hiroshima      | Cuarto puesto | —        | —     |

## Palmarés

### Como futbolista

#### Títulos nacionales
| Título                   | Club        | País          | Año  |
| ------------------------ | ----------- | ------------- | ---- |
| K League 1               | POSCO Atoms | Corea del Sur | 1992 |
| Copa de la Liga de Corea | POSCO Atoms | Corea del Sur | 1993 |

### Como entrenador

#### Títulos internacionales
| Título                           | Club (*)             | Sede              | Año  |
| -------------------------------- | -------------------- | ----------------- | ---- |
| Campeonato Sub-19 de la AFC (**) | Corea del Sur sub-20 | Ras al Jaima      | 2012 |
| Juegos Asiáticos de 2014 (**)    | Corea del Sur sub-23 | Incheon           | 2014 |
| King's Cup                       | Corea del Sur sub-23 | Nakhon Ratchasima | 2015 |

(*) Incluyendo la Selección
(**) Como asistente